# Collaboration avec la Russie lors de l'invasion de l'Ukraine par la Russie
L'invasion russe de l'Ukraine depuis 2022 mène à une collaboration militaire et politique entre les citoyens ukrainiens et l'armée russe.
Les cas impliquent deux généraux ukrainiens,, un négociateur ukrainien, et plusieurs maires russes installés dans toute l'Ukraine,. La Russie a également mis en garde contre la trahison.

## Réglementation légale
Après le début de l'invasion russe de l'Ukraine le 24 février 2022, la Rada a adopté deux lois sur le collaborationnisme, qui ont ensuite été signées par le président ukrainien Volodymyr Zelenskyy, :
- Le projet de loi n° 5143 a introduit un ajout au Code pénal ukrainien à l'article 111-1 « Trahison ». Selon l'amendement, la responsabilité a été introduite pour les tentatives d'organiser des élections ou d'organiser le pouvoir dans les territoires occupés par la Russie.
- Le projet de loi n° 5144 prévoit des modifications aux codes pénal et de procédure pénale de l'Ukraine. Selon les changements, le concept de « collaborationnisme » est introduit, des sanctions sont introduites pour le déni public de l'agression de l'armée russe contre l'Ukraine, le soutien aux décisions du pays agresseur, la propagande et le transfert de ressources matérielles.

## Les autorités
Après l'invasion, dans un certain nombre de territoires occupés par la Russie, le commandement militaire russe a commencé à organiser des administrations militaro-civiles.
Malgré le fait que le président Vladimir Poutine ait déclaré dans un discours précédant l'invasion du 24 février 2022 que les plans de la Russie n'incluaient pas l'occupation des territoires ukrainiens, le commandement militaire russe a commencé à organiser l'administration militaro-civile dans un certain nombre de territoires occupés.
Dans la région de Louhansk, l'armée russe était soutenue par le maire de Stanytsia Luhanska, Albert Zinchenko et le maire de Rubizhne, Serhiy Khortiv.
L'invasion a été soutenue par un député du peuple de la plate-forme d'opposition pro-russe déjà interdite - For Life, Ilya Kiva, appelant à "la libération de l'Ukraine de l'occupation occidentale". Le 15 mars 2022, Kiva est déchu de son mandat de député, 335 députés votant son expulsion lors d'une séance de la Rada, et est recherché pour trahison.

## Échelle
Au 26 mars 2022, le Service de sécurité Ukrainien a ouvert environ 200 dossiers pour collaborationnisme. Le 3 avril 2022, la procureure générale d'Ukraine Irina Venediktova a annoncé que 99 personnes étaient en garde à vue pour suspicion de trahison et 4 personnes pour suspicion de collaborationnisme.

## Tentatives d' éliminations et décès de collaborateurs

### Avant Février 2022
Le 1er janvier 2015, à Loutouhyne, le cortège d'Aleksandr Bednov, qui était ministre de la Défense de la « RPL » en août 2014 et qui a ensuite été nommé chef d'état-major de la 4e brigade de fusiliers motorisés, a été incendié au lance-flammes.
Le 23 janvier 2015, Yevhen Ishchenko, qui était le « maire » de la ville occupée de Pervomaïskyï, a été tué par des personnes non identifiées lors du bombardement de sa voiture sur l'autoroute Pervomaysk-Lyssychansk. Trois autres volontaires russes ont été tués avec lui.
Le 15 avril 2015, Oleg Kalachnikov, ancien député du Parti des régions, est décédé des suites d'une blessure par balle à la porte de son appartement situé au 31, avenue Pravdy, entre 19 heures et 19 h 20. Il a été impliqué dans l'organisation d'Anti-Maidan et dans le passage à tabac de manifestants pacifiques pendant la Révolution de la Dignité.
Le 12 décembre 2015, Pavel Dremov,  de l'unité des Cosaques du Don, a explosé avec des explosifs placés dans sa voiture alors qu'il se rendait à  son mariage dans une voiture volée à un homme d'affaires local.
En septembre 2016, les autorités d'occupation ont arrêté Guennadi Tsypkalov, chef du « Conseil des ministres de la RPL », à Louhansk, dans une affaire de tentative de coup d'État. Quelques jours après son arrestation, Tsypkalov a été retrouvé pendu dans la cellule où il était détenu. Selon la version officielle du bureau du procureur général de la RPL, Tsypkalov s'est suicidé, et la raison pourrait en être qu'il « a pris conscience de la profondeur de ses actes criminels ».
Le 4 février 2017, Oleg Anashchenko, chef du département de la « Milice populaire de la RPL », a été tué à Louhansk à la suite d'une opération à la voiture piégée dans le centre-ville.
Le 19 janvier 2018, Valentyn Doroshenko, participant actif au soi-disant « Printemps russe » de 2014 à Odessa et chef du « Parti Staline », a été tué par des policiers lors d'une fusillade dans la rue Novoselsky. Il était connu dans toute la ville pour avoir défié en duel le maire de l'époque, Eduard Hurvits, à l'été 2009.
Le 31 août 2018, l'explosion d'une bombe dans le café Separ à Donetsk a tué le Premier ministre de la République populaire autoproclamée de Donetsk, Alexandre Zakharchenko.
Le 24 octobre 2020, le lieutenant-colonel Oleksiy Markov (indicatif d'appel « Dobryi »), commandant du Bataillon Fantôme, est décédé dans un accident à Louhansk.